# Croatá (São Gonçalo do Amarante)

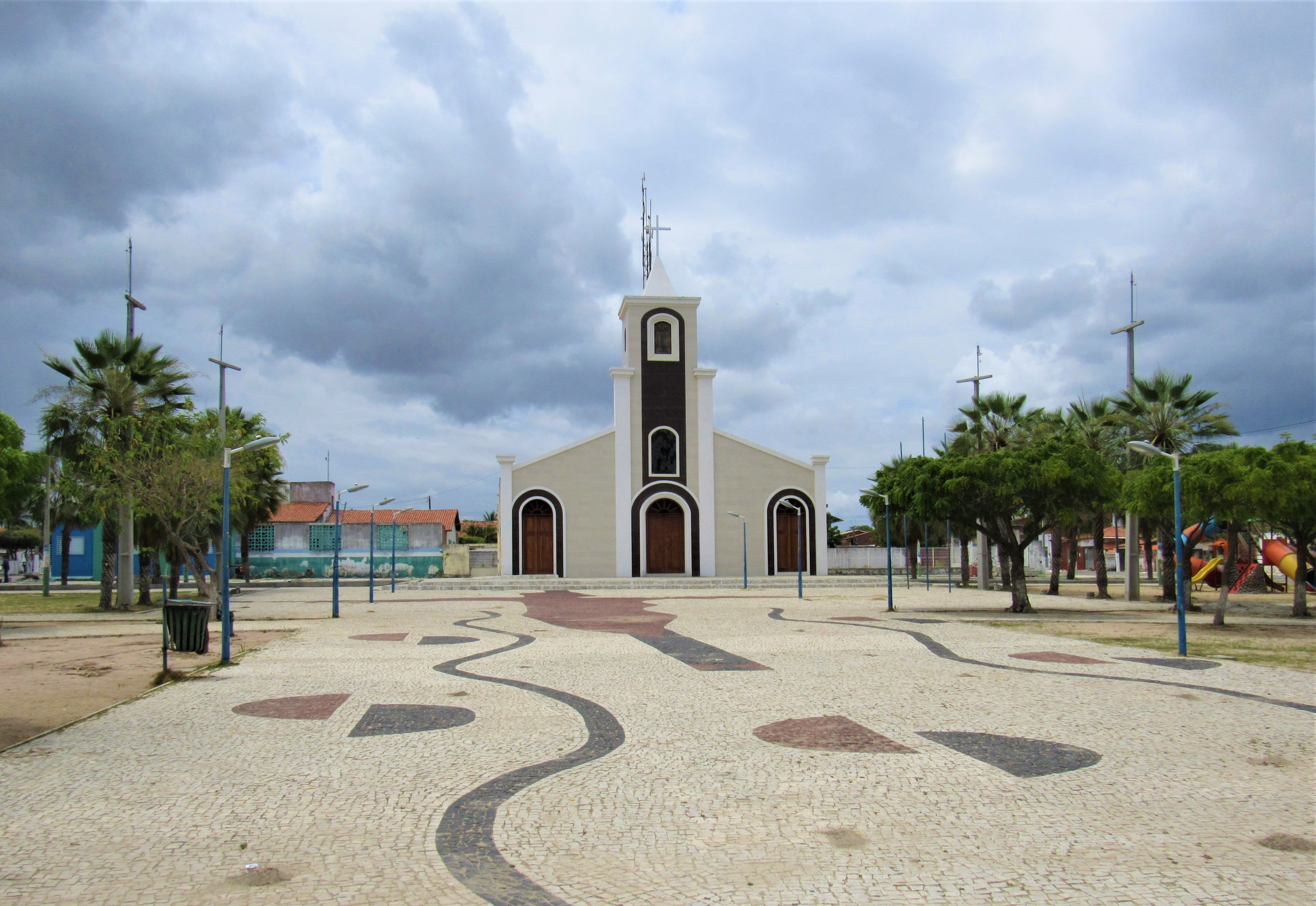
Igreja de Nossa Senhora do Carmo, Distrito de Croatá, São Gonçalo do Amarante, Ceará

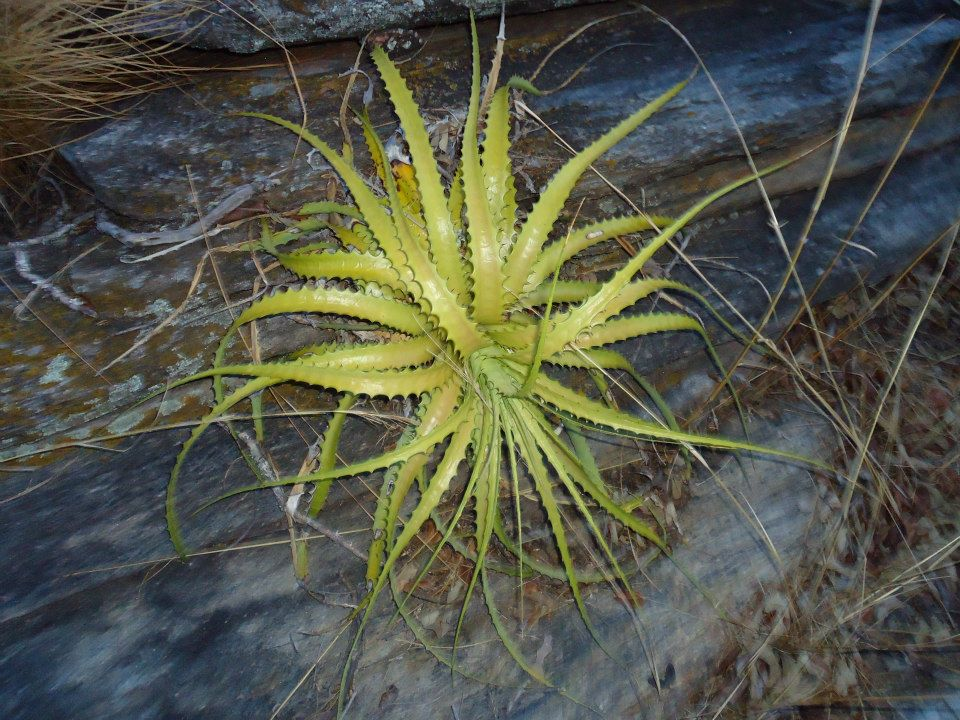
Croatá, planta que dá nome ao distrito

Croatá é um distrito do município de São Gonçalo do Amarante, no Ceará . O distrito possui  cerca de 5 800 habitantes e está situado na região sudoeste do município . O distrito é cruzado pela BR-222.

## Etimologia
A denominação do local vem da bromélia "Croatá".

## História
Sua origem se deu pela aglomeração de população próxima à antiga Estação de Croatá da antiga Rede Viação Cearense (RVC) que foi, posteriormente, foi englobada à RFFSA e hoje faz parte da Ferrovia Teresina-Fortaleza, somente com passagem de trens de carga, sem serviço de passageiros desde 1988. Foi oficialmente reconhecido por meio da lei estadual nº 6512, de 5 de setembro de 1963, na qual é criado o distrito de Croatá e anexado ao município de São Gonçalo do Amarante. No distrito está sediada a Paróquia Nossa Senhora do Carmo, criada em 15 de janeiro de 2012.